# Lederg
Lederg – staropolskie imię męskie. Pierwszy człon, Le- powstał najprawdopodobniej przez skrócenie wyrazu lela ("siostra matki"); drugi człon, -derg, oznaczał "drogi, cenny". Inną hipotezą jest połączenie pierwszego członu z partykułą le — "ledwie, na poły" lub wyjaśnienie go jako pochodzącego od prasłowiańskiego rzeczownika lьstь, a następnie polskiego "leść" — "zdrada, podstęp" (por. Leszek). 
Lederg jest jednym z pierwszych udokumentowanych w Polsce imion, występującym w Bulli gnieźnieńskiej z 1136 roku, wystawionej przez papieża Innocentego II na prośbę Jakuba ze Żnina, arcybiskupa gnieźnieńskiego. Papież wyliczył w niej posiadłości arcybiskupa, m.in. wsie oraz chłopów w nich mieszkających. Dokument zawiera ponad 300 imion posiadaczy, chłopów, koniuchów, łagiewników (wytwórców łagwi, czyli naczyń drewnianych), a także piwowarów, cieśli i rycerzy.